# CFL-Baureihe 450
Die Lokomotiven der CFL-Baureihe 450 sind dieselhydraulische Rangierlokomotiven der Société Nationale des Chemins de Fer Luxembourgeois (CFL). Sie sind mit den CFL-Nummern 451–455 bezeichnet.

## Geschichte

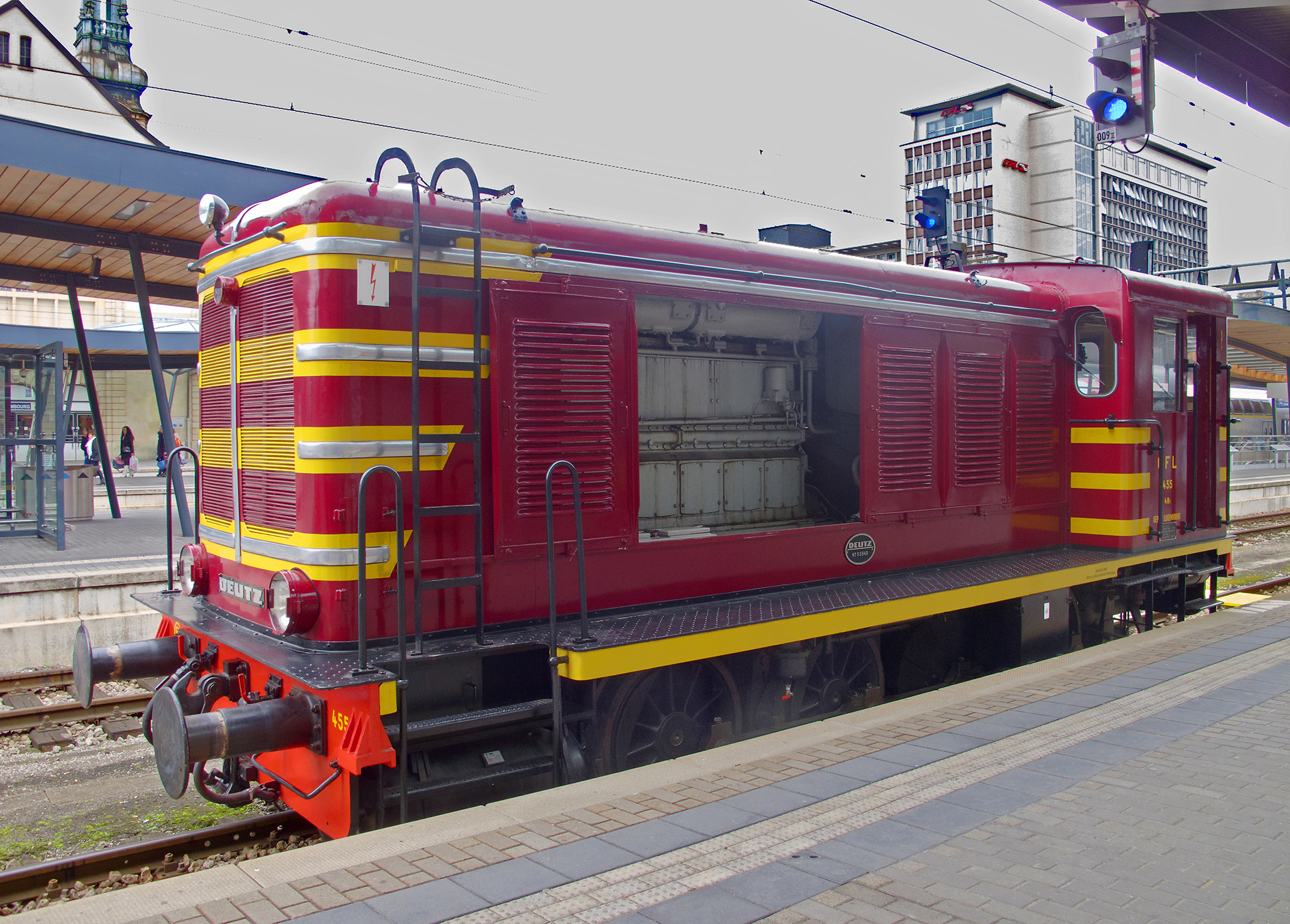
CFL 455 im Bahnhof Luxemburg

Bald nach Ende des Zweiten Weltkrieges war es ein vordringliches Anliegen der CFL, den dampfbetriebenen Rangierdienst zu rationalisieren. Hierfür sollten 1952 fünf rund 400 PS starke Dieselrangierloks beschafft werden. Nach Auswertung aller Angebote entschied sich die CFL zum Kauf von fünf Maschinen von Klöckner-Humboldt-Deutz. Die Deutzer Lokbauer hatten schon ab etwa 1948/49 die Neuentwicklung von Lokomotiven wieder aufgenommen, welche zunächst an die bewährten alten Typen anknüpfte und diese fortentwickelte.
So wurde die deutsche Wehrmachtslokomotive WR 360 C 14 (V 36) Anfang der 1950er Jahre einer Auffrischung unterzogen und ab 1952 als Typ V6M 536R mit gerundeten Formen angeboten, wovon die CFL dann Gebrauch machte. In den entscheidenden technischen Merkmalen unterschieden sich die CFL-Loks (451–455) nur wenig von ihr.
Wesentliche Neuerungen waren ein überarbeiteter, stärkerer Motor mit jetzt 450 PS Leistung und eine äußere Überarbeitung mit großzügigeren Abmessungen (Länge, Vorbauhöhe, Führerhaus) sowie abgerundeten Formen. Der Radsatzstand betrug nun 4000 mm und der Kraftstofftank fasste jetzt 1500 Liter. Höheres Dienstgewicht und verstärkter Motor ergaben damit zudem ein deutliches Plus bei der Anfahrzugkraft (16000 kg).
Die Indienststellung der 451–455 erfolgte im November/Dezember 1953. Sie übernahmen sofort den Rangierdienst in Differdingen, Petingen und Luxemburg sowie die Beförderung leichter Übergabezüge.

## Verbleib
Mit Beginn der 1970er Jahre wurde die Baureihe 450 durch andere Typen ersetzt. Als erste wurde die 452 am 17. Juli 1970 und die 451 am 4. Februar 1974 ausgemustert, die weiteren drei zwischen 1980 und 1982. Die 451, 452 und 453 fuhren noch einige Jahre als Werklokomotiven, während die 455 in den Museumsbestand überwechselte.